# Cambridžská referenční sekvence
Cambridžská referenční sekvence (CRS) mitochondriální DNA člověka byla prvně publikována v roce 1981 jako předvoj projektu čtení lidského genomu.
Mitochondriální genom byl určen během 70. let na Univerzitě v Cambridži. Jeho délka byla stanovena na 16568 bázových párů, přičemž bylo detekováno zhruba 37 genů.
Když bylo čtení opakováno jinými výzkumníky, byly zjištěny překvapující nesrovnalosti. Dalšími pokusy pak bylo potvrzeno, že původní verze obsahovala jedenáct chyb, včetně jednoho nadbytečného bázového páru na pozici 3107, a dále ojedinělé nepřesnosti jednotlivých bázových párů. Pravděpodobnou příčinou bylo znečištění hovězími a HeLa vzorky. Revidovaná CRS mtDNA byla publikována v roce 1999. Pro zabránění zmatku bylo zachováno původní číslování nukleotidů. Referenční řada patří Evropanovi haploskupiny H2a2a1 (mtDNA).
Pokud je mitochondriální DNA využita pro účely genealogie, je výsledkem testu přehled rozdílů vůči revidované CRS. V případě rozdílů nemusí jít vždy o mutace. CRS je totiž reference, nikoliv záznam nejstarší lidské mtDNA.